# Hermenegildo García
Hermenegildo García Marturell (* 11. September 1968 in Santiago de Cuba) ist ein ehemaliger kubanischer Florettfechter.

## Erfolge
Hermenegildo García war bei den Olympischen Spielen 1992 in Barcelona Teil der kubanischen Mannschaft, die nach zwei Vorrundenerfolgen und anschließenden Siegen gegen Südkorea und Polen das Finale gegen Deutschland erreichte. Dieses endete 8:8-Unentschieden, mit 65:53 Treffern behielt die deutsche Equipe aber am Ende die Oberhand. García erhielt gemeinsam mit Elvis Gregory, Guillermo Betancourt, Tulio Díaz und Oscar García Pérez die Silbermedaille.